# Merele
Merele este un film românesc din 1968 regizat de Nell Cobar.